# Pariana carvalhoi
Pariana carvalhoi là một loài thực vật có hoa trong họ Hòa thảo. Loài này được R.P.Oliveira & Longhi-Wagner mô tả khoa học đầu tiên năm 2004.